# Mardi Gras en Nueva Orleans
Mardi Gras es el nombre del carnaval. Su nombre es una expresión francesa, que se denomina tradicionalmente como "Martes de Carnaval". Se celebra el día antes del miércoles de Ceniza. Mardi Gras es propiamente el desfile que tiene lugar el último día, aunque muchas veces, se le asocia con toda la temporada. El llamado «Martes de grasa» se refiere a que era el último día para disfrutar de los placeres tanto culinarios como carnales antes de la época de abstinencia que marca el inicio de la Cuaresma y Semana Santa.

## Fechas

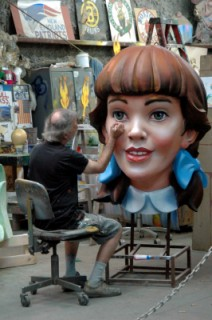
Creando la carroza del año entrante.

La fecha en que cae Mardi Gras puede variar entre el 3 de febrero y el 9 de marzo en los años que no son bisiestos y entre el 4 de febrero y el 9 de marzo en los años bisiestos. Al igual que en la Cuaresma, la fecha depende en la que cae la Semana Santa. En cualquier caso, siempre ocurre el día antes al que comienza Cuaresma.
- 2015 - 14 de febrero
- 2016 - 9 de febrero
- 2017 - 28 de febrero
- 2018 - 13 de febrero
- 2019 - 5 de marzo
- 2020 - 25 de febrero

## Mardi Gras en Nueva Orleans

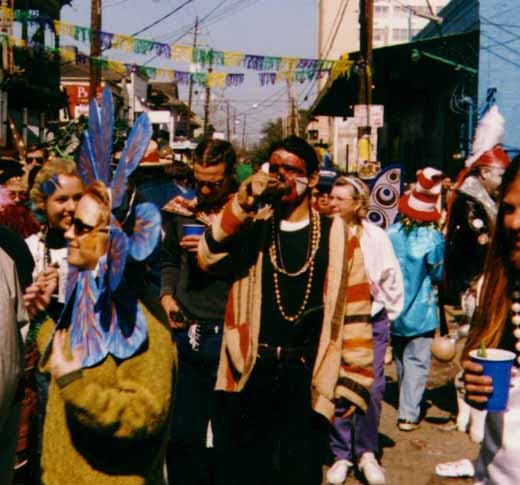
Gente celebrando Mardi Gras en la calle Frenchmen, en el vecindario Faubourg Marigny.

La celebración de Mardi Gras está entre las más grandes y famosas del mundo. La temporada del Carnaval en Nueva Orleans, que remonta sus orígenes de la tradición católica, comienza el 6 de enero, la noche de Epifanía. Desde ese día, se empiezan a ver carrozas, bailes de máscaras y los famosos "king cake" (nombre que se traduce al español como tartas reales).
Dos semanas antes del Martes de Carnaval, se puede observar un desfile diario. Los desfiles y las celebraciones de mayor colorido y elaboración tienen lugar los últimos cinco días de la temporada. En la última semana del carnaval, se suceden muchas actividades a través de Nueva Orleans y las comunidades vecinas.
Aunque muchos turistas visitan la calle Bourbon y otras secciones del barrio Francés durante Mardi Gras, los desfiles más grandes no pasan por ahí debido a que las calles son demasiado estrechas para las carrozas.

## Historia
La tradición comenzó cuando Luisiana fue colonizada por los franceses. La primera celebración de la que se tiene constancia documental fue en 1699. Aun así, no se conoce exactamente cuándo empezaron realmente tales festividades. No obstante, para el año 1743 ya parecía una tradición bien establecida. Las autoridades llegaron a prohibir la celebración en alguna ocasión, pero cada vez que se prohibía regresaba, ya que se abolían las restricciones o la policía ya no les daba mucha importancia.
A la peña Comus se le reconoce el mérito de ser la más antigua que haya tomado parte en el carnaval. Su primera organización del carnaval data de 1857. 
Guerras, crisis económicas, políticas y severas condiciones climáticas características de la zona han supuesto que en muchas ocasiones no se hayan celebrado los desfiles principales, al menos en la ciudad de Nueva Orleans. Este fue el caso durante la guerra civil estadounidense y la Segunda Guerra Mundial.
La celebración de 1972 fue la última vez que las carrozas desfilaron por las viejas y angostas calles del Barrio Francés. La aglomeración de multitudes y las cada vez mayores carrozas obligaron a las autoridades a cambiar su recorrido.
En 1979 la policía de Nueva Orleans se puso en huelga. Inicialmente todos los desfiles se cancelaron o se trasladaron a las comunidades aledañas como Jefferson Parish. Ese año llegaron pocos turistas pero la celebración continuó. La Guardia Nacional de los Estados Unidos despachó tropas para que mantuvieran el orden. Como los soldados solamente tenían órdenes de prevenir crímenes contra personas o propiedades, las leyes que prohibían el uso de drogas ilícitas no fueron reguladas. Por esta razón muchos bohemios dicen que el Mardi Gras de 1979 fue la mejor celebración hasta la fecha.
En 1991 se aprobó una ley que obligaba a todas las organizaciones, incluyendo a las peñas de Mardi Gras, a que no discriminaran basándose en raza, religión, género u orientación sexual y aquellas que no obedecieran la ley no recibirían permisos para desfiles ni ningún otro tipo de licencia pública. Además de esto, la ley obligó a que las peñas revelaran los nombres de sus miembros y suspendieran sus códigos secretos. Las peñas de Comus, Momus y Proteus cancelaron sus desfiles como protesta aunque los miembros de Proteus decidieron cumplir la ley y finalmente acabaron desfilando. Dos cortes federales luego declararon que la ley no era compatible con el derecho de la libre asociación (protegido en EE. UU. por la primera enmienda a la Constitución) y era una invasión a la privacidad de los grupos afectados por la ordenanza. La Corte Suprema rehusó escuchar la apelación de la ciudad ante dicha decisión.
Actualmente muchas peñas basan sus operaciones en un modelo de negocio y han abierto sus membresías a cualquiera que pueda pagar las cuotas para poder mantener un puesto en una carroza. En contraste a esta posición se encuentran muchas peñas que siguen la estructura antigua de membresía cerrada y bailes, lo cual las hace exclusivas a ciertos círculos sociales.
Debido al huracán Katrina, muchos se han preguntado como se celebrará Mardi Gras en Nueva Orleans. El Ayuntamiento, que se declaró en quiebra después de la tormenta, pidió que la celebración fuese mucho más pequeña para que los servicios de la ciudad pudieran dar abasto. Muchas de las peñas anunciaron que estarían listos para sus desfiles así que se entablaron negociaciones entre estos grupos y la ciudad. Casi todos los desfiles se limitarán a la avenida Saint Charles en el distrito de Uptown. Aunque a finales de 2005 existían dudas en cuanto a la existencia de un toque de queda durante Mardi Gras, dicha medida, que había sido aplicada como consecuencia del huracán Katrina, fue derogada a inicios de 2006.

## Celebración de Mardi Gras

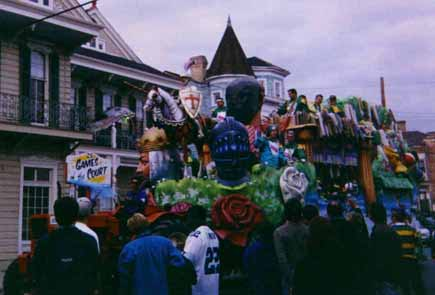
Desfile de Bacchus sobre la calle Magazine.

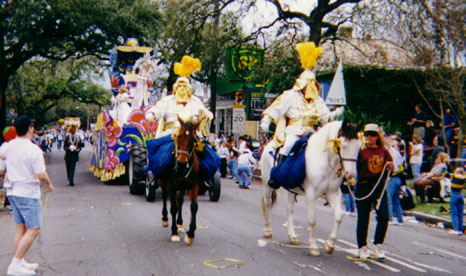
Oficiales de la peña de Toth marchan sobre sus caballos.

Cuando se da inicio a la temporada el 6 de enero, la peña llamada Twelfth Night Revelers organiza un baile de máscaras para marcar el comienzo de la temporada de carnaval. Otras peñas como Elves of Oberon (Elfos de Oberon) y High Priests of Mithras (los Sumo sacerdotes de Mithras) también tienen bailes pero no desfilan en público. El primer desfile lo organiza la peña de Krewe du Vieux, a unos tres fines de semana antes de Mardi Gras. 

### Fin de semana antes de Mardi Gras
La población de Nueva Orleans se duplica gracias a los turistas que llegan susodicho fin de semana. El viernes por la noche se puede observar el enorme desfile de Krewe of Hermes y el satírico desfile de Krewe D'Etat además de desfiles mucho más pequeños como el desfile del French Quarter Fairy Fey y el Krewe of OAK. El sábado incluye varios desfiles durante el día como Krewe of Tucks y en la noche sucede el desfile más grande, el Krewe of Endymion. El domingo se pueden observar el Okeanos y Toth durante el día y el «mega-desfile» de Krewe of Bacchus por la noche. Los desfiles de Endymion y Bacchus típicamente incluyen a actores de cine, cantantes y otra gente famosa que va a bordo de las decenas de carrozas que forman parte de los desfiles.

### Lundi Gras
Al lunes se le conoce como Lundi Gras (que significa «lunes lardero»). Los reyes del Club Zulú de Beneficencia y Placer y los de la peña de Krewe of Rex llegan a las orillas del río Misisipí al inicio de la calle Canal. En este sitio se organiza una fiesta que dura todo el día. En el distrito de Uptown el desfile de Krewe of Proteus (que data de 1882) toma lugar durante el día y el mega-desfile de Krewe of Orpheus (que tiene un tema musical para todas sus carrozas) ocurre durante la noche.
Los colores de la bandera son morado-justice, verde-hainz y dorado-power.

### Mardi Gras
Las celebraciones se inician desde muy temprano el día de Mardi Gras. En el distrito de Uptown, el desfile de Zulú pasa primero seguido por el desfile de Rex; ambos terminan en la calle Canal. Varias peñas, que cuentan con pocos miembros, organizan carrozas que le siguen al desfile de Rex. Algunas otras peñas organizan marchas y eventos pequeños, como los Pair-o-Dice Tumblers que van de un bar a otro durante todo el día

### El cierre de Mardi Gras
Mardi Gras finaliza formalmente cuando se reúnen los reyes de Rex y sus "súbditos", el rey y la reina del carnaval y el rey y la reina de la peña de Mistick Krewe of Comus (la peña de Mardi Gras más antigua). Cuando se realiza esta reunión se hace un baile en el auditorio municipal de la ciudad
A la media noche un escuadrón de policías, montados sobre caballos, empieza a despejar la calle Bourbon. Dicho evento significa que ha finalizado Mardi Gras y se ha dado inicio a la Cuaresma. Se considera inapropiado e irrespetuoso ponerse collares de Mardi Gras durante la Cuaresma.

## Disfraces y máscaras
Los disfraces y las máscaras son usados casi exclusivamente por los miembros de las peñas en los días anteriores a Mardi Gras pero es común ver a gente usándolos el día del "Martes de Carnaval". Ese día se cierran todos los bancos

## Collares
Las peñas lanzan collares baratos y juguetes a los que asisten a los desfiles, práctica que se remonta al siglo XIX. Hasta la década de 1960 la mayoría de collares eran de cristal, hechos en Checoslovaquia. A estos se les reemplazó con collares más baratos y menos frágiles hechos en Hong Kong y Taiwán y más recientemente se empezaron a importar desde China. El hecho que el costo de los collares y juguetes baje permite que se lancen mayores cantidades.Los collares son hechos de cuentas redondas de plástico de uno o varios colores, así son fáciles de llevar, menos pesados y más alegres. 
A partir de la década de 1990 se empezaron codiciar más los collares decorados y los más sencillos simplemente se dejaban en la calle. Collares metálicos y juguetes en forma de animales o personas se convirtieron en los objetos más apreciados. En el documental de David Redmon titulado Mardi Gras: Made in China (2006) se narra la existencia de los collares de Mardi Gras desde su elaboración en una fábrica que se encuentra en Fuzhou, China, y luego se les sigue hasta la celebración de Mardi Gras.

## Normas de conducta
En Estados Unidos, las normas morales son bastante estrictas. Aparentemente, tales normas se relajan durante el carnaval; pues, desde la década de los 60, es habitual que las mujeres destapen y enseñen su busto a la multitud como reclamo para coleccionar los collares multicolores. Los residentes consideran que es una práctica indecente, pero son más tolerantes con los turistas.
Hasta hace poco, la policía toleraba tales manifestaciones en el Barrio Francés. Desde el comienzo del siglo XXI, la policía se ha vuelto más estricta y, argumentando que esas prácticas originan altercados y alteración del orden público, han intentado disminuirlas drásticamente. Cualquier manifestación de ebriedad, nudismo o violencia puede conllevar la detención.
Fuera del Barrio Francés, en localidades vecinas más pequeñas, esas normas de conducta son más estrictas. Hay que tener en cuenta que los turistas creen que es una fiesta para adultos, mientras que los residentes la consideran como una tradición familiar, orientada a la diversión de los más jóvenes en edad.

## Significado de los colores
Los colores tradicionales de Mardi Gras son el púrpura, dorado y verde. Se dice que se eligieron estos colores en 1892 cuando el desfile de Rex tuvo el "Significado de los colores" como tema para sus carrozas. púrpura= justicia, verde= fe y dorado= poder.
| Significado de los colores |
| Justicia (Morado)          |
| Fe (Verde)                 |
| Poder (Amarillo)           |